# Cantone di Melun
Il Cantone di Melun è una divisione amministrativa dell'Arrondissement di Melun.
È stato istituito a seguito della riforma dei cantoni del 2014, che è entrata in vigore con le elezioni dipartimentali del 2015.

## Composizione
Comprende i comuni di:
- Livry-sur-Seine
- Maincy
- Melun
- Montereau-sur-le-Jard
- La Rochette
- Rubelles
- Saint-Germain-Laxis
- Vaux-le-Pénil
- Voisenon